# Belterra
Belterra est une municipalité de l'État du Pará au Brésil.
Sa population était estimée à 12 671 habitants en 2009, elle s'étend sur 4 398,346 km2.
Elle fait partie de la Microrégion de Santarém dans la Mésorégion du Bas Amazonas.

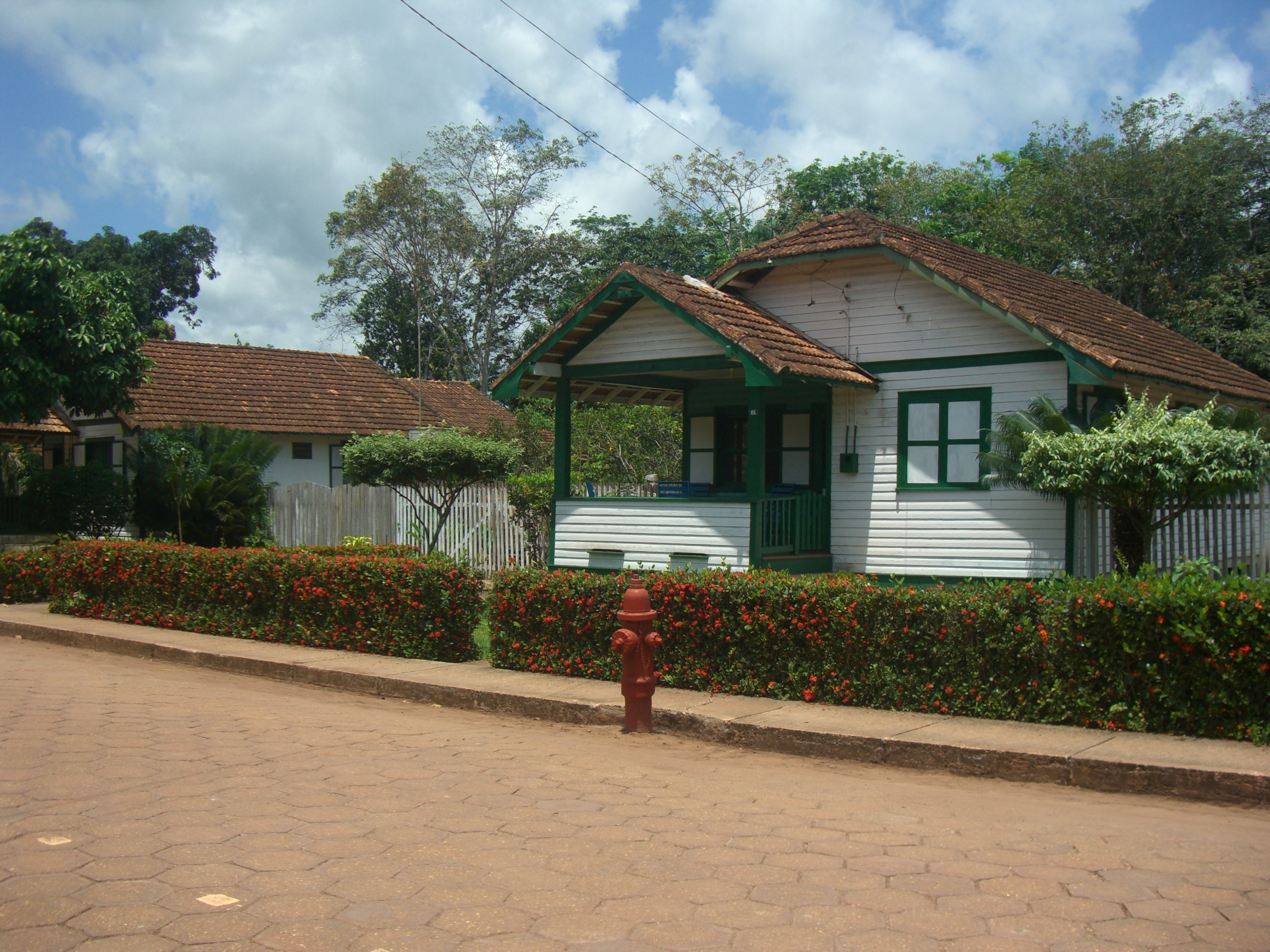
Maison et bouche d'incendie à Belterra

## Maires
| Période | Période | Identité                           | Étiquette | Qualité |
| ------- | ------- | ---------------------------------- | --------- | ------- |
| 2009    | 2012    | Geraldo Irineu Pastana de Oliveira | PT        |         |